# العلاقات الأمريكية الغينية
العلاقات الأمريكية الغينية هي العلاقات الثنائية التي تجمع بين الولايات المتحدة وغينيا.

## مقارنة بين البلدين
هذه مقارنة عامة ومرجعية للدولتين:
| وجه المقارنة                                              | الولايات المتحدة                                                                                                  | غينيا       |
| --------------------------------------------------------- | --- | ----------- |
| المساحة (كم2)                                             | 9.83 مليون | 245.86 ألف  |
| عدد السكان (نسمة)                                         | 311.58 مليون | 12.72 مليون |
| الكثافة السكانية (ن./كم²)                                 | 31.7 | 51.74       |
| العاصمة                                                   | واشنطن العاصمة | كوناكري     |
| اللغة الرسمية                                             | لغة إنجليزية | لغة فرنسية  |
| العملة                                                    | دولار أمريكي | فرنك غيني   |
| الناتج المحلي الإجمالي (بليون دولار)                      | 19.39 تريليون | 10.50 مليار |
| الناتج المحلي الإجمالي (تعادل القوة الشرائية) بليون دولار | 18.04 تريليون | 15.24 مليار |
| الناتج المحلي الإجمالي الاسمي للفرد دولار أمريكي          | 56.12 ألف | 531         |
| الناتج المحلي الإجمالي للفرد دولار أمريكي                 | 54.63 ألف | 1.22 ألف    |
| مؤشر التنمية البشرية                                      | 0.920 | 0.411       |
| رمز المكالمات الدولي                                      | +1 | +224        |
| رمز الإنترنت                                              | .us، حكومة، .mil، Edu.                                                                                            | .gn         |
| المنطقة الزمنية                                           | توقيت ساموا الأمريكية، توقيت أطلنطي موحد، منطقة زمنية وسطى، توقيت ألاسكا ‏، المنطقة الزمنية الجبلية، توقيت تشامرو ‏ | 00          |

## منظمات دولية مشتركة
يشترك البلدان في عضوية مجموعة من المنظمات الدولية، منها:
| علم المنظمة | اسم المنظمة                               | تاريخ انضمام الولايات المتحدة | تاريخ انضمام غينيا |
| ----------- | ----------------------------------------- | ----------------------------- | ------------------ |
|             | الفريق المعني برصد الأرض                  | ?                             | ?                  |
|             | منظمة حظر الأسلحة الكيميائية              | ?                             | ?                  |
|             | منظمة الشرطة الجنائية الدولية             | ?                             | ?                  |
|             | البنك الإفريقي للتنمية                    | ?                             | ?                  |
|             | المركز الدولي لتسوية المنازعات الاستشارية | 14 أكتوبر 1966                | 4 ديسمبر 1968      |
|             | وكالة ضمان الاستثمار متعدد الأطراف        | 12 أبريل 1988                 | 5 أكتوبر 1995      |
|             | منظمة التجارة العالمية                    | ?                             | 25 أكتوبر 1995     |
|             | يونسكو                                    | 4 نوفمبر 1946                 | 2 فبراير 1960      |
|             | مؤسسة التنمية الدولية                     | 24 سبتمبر 1960                | 26 سبتمبر 1969     |
|             | الأمم المتحدة                             | 24 أكتوبر 1945                | 12 ديسمبر 1958     |
|             | الاتحاد البريدي العالمي                   | ?                             | ?                  |
|             | البنك الدولي للإنشاء والتعمير             | 27 ديسمبر 1945                | 28 سبتمبر 1963     |
|             | مؤسسة التمويل الدولية                     | 20 يوليو 1956                 | 22 أكتوبر 1982     |

## أعلام
هذه قائمة لبعض الشخصيات التي تربطها علاقات بالبلدين:
- ألين بيلي (لاعب كرة قدم أمريكية من الولايات المتحدة الأمريكية، 25 مارس 1989 – )
- بوبكر جالو تيلي (1925[24] – 1 مارس 1977)
- عبد الرحمن بن إبراهيم سوري (1762 – 1829)

## وصلات خارجية
- موقع وزارة الخارجية الأمريكية